# Chiesa di Sant'Apollinare (Bologna)
La chiesa di Sant'Apollinare è la parrocchiale di Paderno, frazione di Bologna, nella città metropolitana e arcidiocesi di Bologna; fa parte del vicariato di Bologna Sud–Est.

## Storia
La prima attestazione dell'esistenza di una cappella a Paderno dedicata a Sant'Apollinare risale al 1269; in un documento datato 1378 s'apprende che questo logo di culto dipendeva direttamente dal plebanato della cattedrale di Bologna.
Nel 1570 la chiesa entrò a far parte del vicariato foraneo di Roncrio; nella relazione della visita pastorale compiuta il 4 giugno 1585 si legge che l'edificio era in quegli anni oggetto di un intervento di restauro.
All'inizio del XVII secolo la chiesa fu posta a capo di un vicariato in cui confluirono anche le parrocchie di Santa Maria della Misericordia, di Casaglia, di Roncrio e di Gaibola; la sede del vicariato venne spostata in quest'ultima località nel 1654.
Nel Settecento l'antico luogo di culto fu demolito per far spazio alla nuova parrocchiale.
Durante il secondo conflitto mondiale l'edificio subì vari danni, come riportato anche dall'allora parroco don Luigi Gambini in una relazione datata 12 febbraio 1945; nel dopoguerra la chiesa venne ripristinata e rimaneggiata.

## Descrizione

### Facciata
La facciata a capanna della chiesa, rivolta a occidente, presenta al centro il portale d'ingresso e sopra una finestra e una nicchia a tutto sesto ospitante una statua che rappresenta Sant'Apollinare.
Annesso alla parrocchiale è il campanile a pianta quadrata, la cui cella presenta su ogni lato una bifora ed è coperta dal tetto a quattro falde.

### Interno
L'interno dell'edificio si compone di un'unica navata, sulla quale si affacciano due cappellette, ospitanti rispettivamente il fonte battesimale e la statua di Sant'Antonio, e le cui pareti sono scandite da lesene sorreggenti la trabeazione modanata e aggettante sopra la quale si imposta la volta a sesto ribassato; al termine dell'aula si sviluppa il presbiterio, leggermente rialzato, ospitante l'altare maggiore e chiuso dalla parete di fondo piatta.